# Dissorophidae
Dissorophidae es un grupo extinto de temnospóndilos que florecieron desde finales del período Carbonífero hasta finales del período Pérmico, distribuyéndose en lo que hoy es Norteamérica y Rusia. Estaban bien adaptados al medio terrestre, con desarrolladas y robustas extremidades, vértebras sólidas y una fila de placas a modo de armadura en la región dorsal. 
Se ha sugerido que Dissorophoidea puede corresponder a los ancestros de los anuros o incluso de todos los lisanfibios, con formas intermedias representadas por géneros como Doleserpeton.

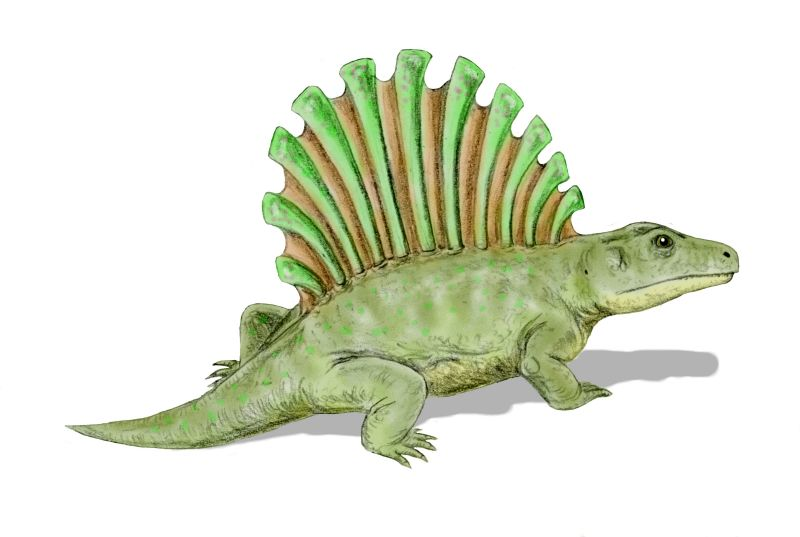
Platyhystrix
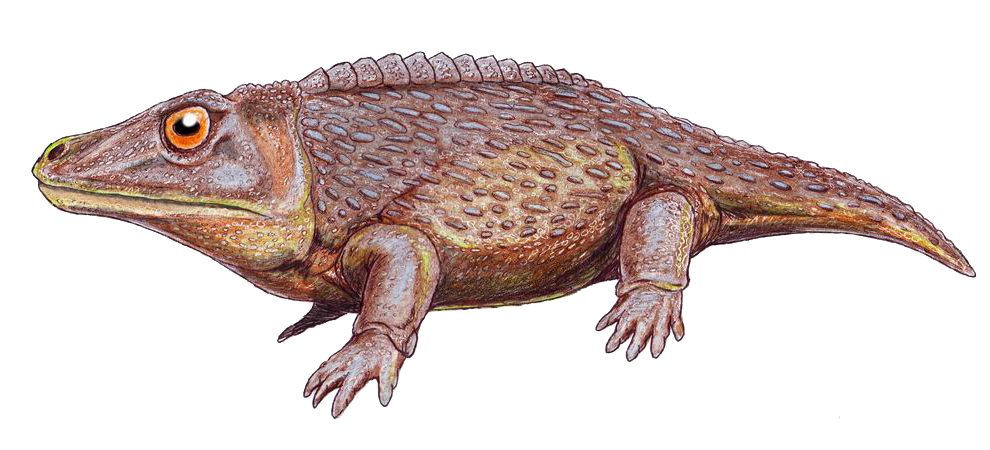
Zygosaurus
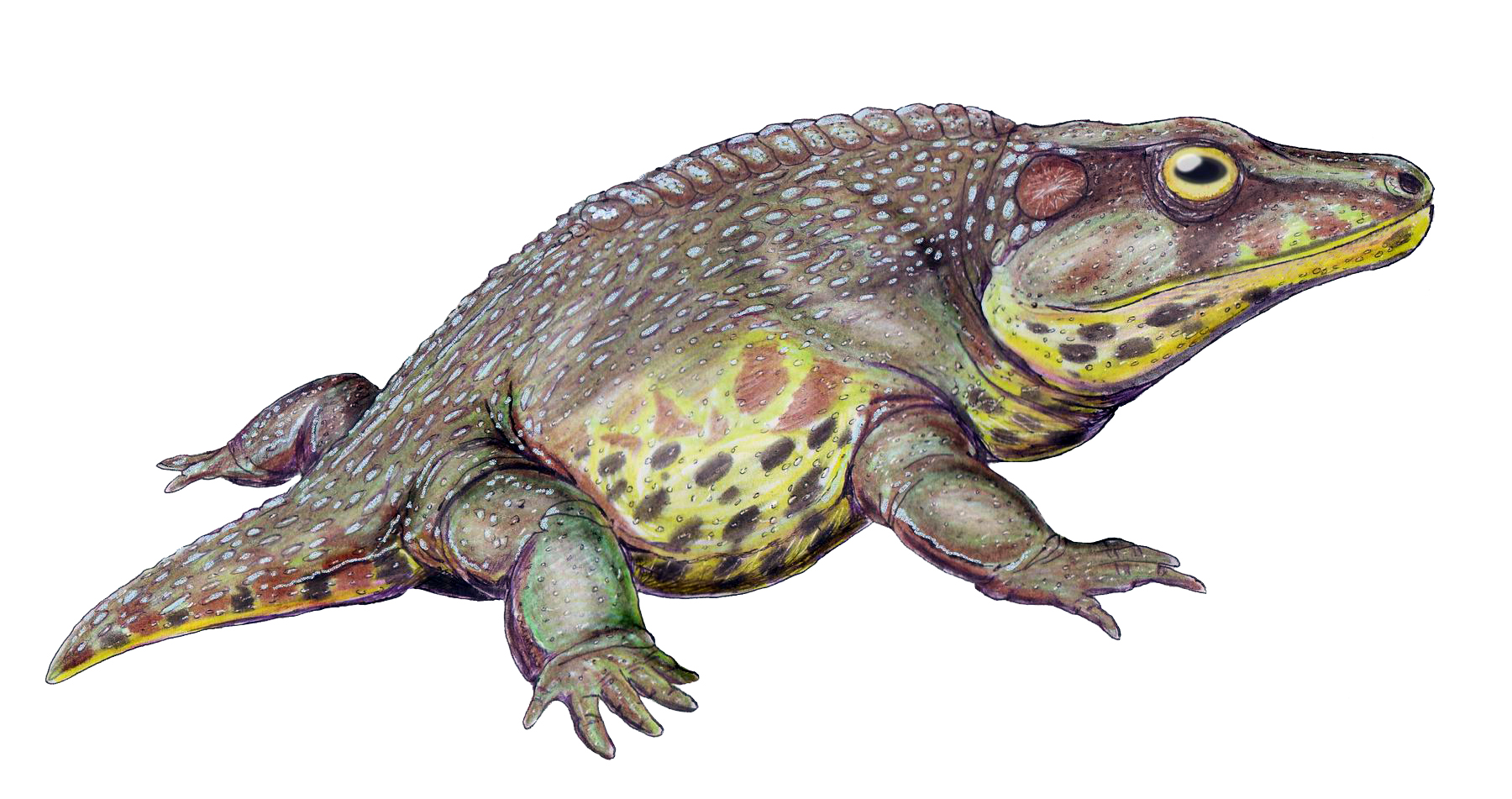
Cacops

## Taxonomía
- Dissorophidae Boulenger, 1902
  - Alegeinosaurus
  - Arkanserpeton
  - Astreptorhachis
  - Brevidorsum
  - Ecolsonia
  - Fayella
  - Iratusaurus
  - Mordex
  - Platyhystrix
  - Georgenthalia
  - Eucacopinae[1] Schoch & Sues, 2013
    - Aspidosaurus
    - Cacops
    - Conjunctio
    - Kamacops
    - Scapanops[1]
    - Zygosaurus

  - Dissorophinae Boulenger, 1902
    - Broiliellus
    - Dissorophus